# ناتاشا بولي
ناتاليا سيرغيفنا بوليفشيكوفا (بالروسية: Наталья Серге́евна Полевщикова)؛ عارضة أزياء روسية من مواليد 12 يوليو 1985 تشتهر باسم ناتاشا بولي. منذ عام 2004، ظهرت بولي في حملات إعلانات الأزياء الراقية، وأغلفة المجلات، وعروض الأزياء. رسخت بولي مكانتها كواحدة من أكثر عارضات الأزياء طلبًا في منتصف وأواخر العقد الأول من القرن الحادي والعشرين، حيث أعلنتها مجلة فوغ باريس واحدة من أفضل 30 عارضة أزياء في ذلك العقد. وقد ظهرت على غلاف مجلة فوغ لما مجموعه 61 غلافًا. تشتهر بولي بمشيتها المميزة على منصات العرض ووضعيتها المميزة، وتُصنّف كأيقونة من قِبل موقع موديل.كوم.

## نشأتها
وُلدت بولي في 12 يوليو 1985 في بيرم، جمهورية روسيا الاتحادية الاشتراكية السوفيتية، وبدأت عرض الأزياء محليًا عام 2000. اكتشفها ماورو بالمينتييري في سن الخامسة عشرة، ودُعيت إلى موسكو للمشاركة في مسابقة البحث عن عارضات الأزياء الروسية "عارضة أزياء جديدة اليوم"، حيث فازت بالمركز الثاني. ظهرت بولي لأول مرة على منصة عرض الأزياء مع وكالة "واي نوت موديل" بعد أن شاركت في عرض أزياء مع إيمانويل أونغارو عام 2004. كان ذلك العام بمثابة انطلاقتها؛ فقد شاركت في 54 عرض أزياء في ميلانو وباريس ونيويورك، وظهرت على غلاف مجلة فوغ باريس مرتين متتاليتين.

## روابط خارجية
- ناتاشا بولي على موقع IMDb (الإنجليزية)
- ناتاشا بولي على موقع قاعدة بيانات الفيلم (الإنجليزية)
- ناتاشا بولي على موقع دليل عارضات الأزياء (الإنجليزية)
- Natasha Poly on إنستغرام.
- Natasha Poly at Models.com.
- Women Management Portfolio